# 메타 커뮤니케이션
메타 커뮤니케이션은 비언어적 의사전달 수단을 말한다. 첫째 얼굴표정, 손동작, 발동작 등 신체동작. 둘째, 상대방과의 근접. 셋째, 눈을 마주보거나 회피하는 시각적 행위. 넷째, 악수, 포옹, 어깨 등 신체접촉. 다섯째, 대화중에 나타나는 침묵 시간, 횟수 등을 말한다.

## 같이 보기
- 준언어
- 운율 (언어학)